# Municipio de Deer Creek (condado de Phillips)
El municipio de Deer Creek (en inglés: Deer Creek Township) es un municipio ubicado en el condado de Phillips en el estado estadounidense de Kansas. En el año 2010 tenía una población de 66 habitantes y una densidad poblacional de 0,71 personas por km².

## Geografía
El municipio de Deer Creek se encuentra ubicado en las coordenadas 39°41′29″N 99°13′33″O / 39.69139, -99.22583. Según la Oficina del Censo de los Estados Unidos, el municipio tiene una superficie total de 92.42 km², de la cual 87,92 km² corresponden a tierra firme y (4,87 %) 4,5 km² es agua.

## Demografía
Según el censo de 2010, había 66 personas residiendo en el municipio de Deer Creek. La densidad de población era de 0,71 hab./km². De los 66 habitantes, el municipio de Deer Creek estaba compuesto por el 100 % blancos. Del total de la población el 0 % eran hispanos o latinos de cualquier raza.